# Refuge de Pombie
Le refuge de Pombie est un refuge de montagne des Pyrénées, situé près du col du Pourtalet sur la commune de Laruns (département des Pyrénées-Atlantiques, France).

## Histoire

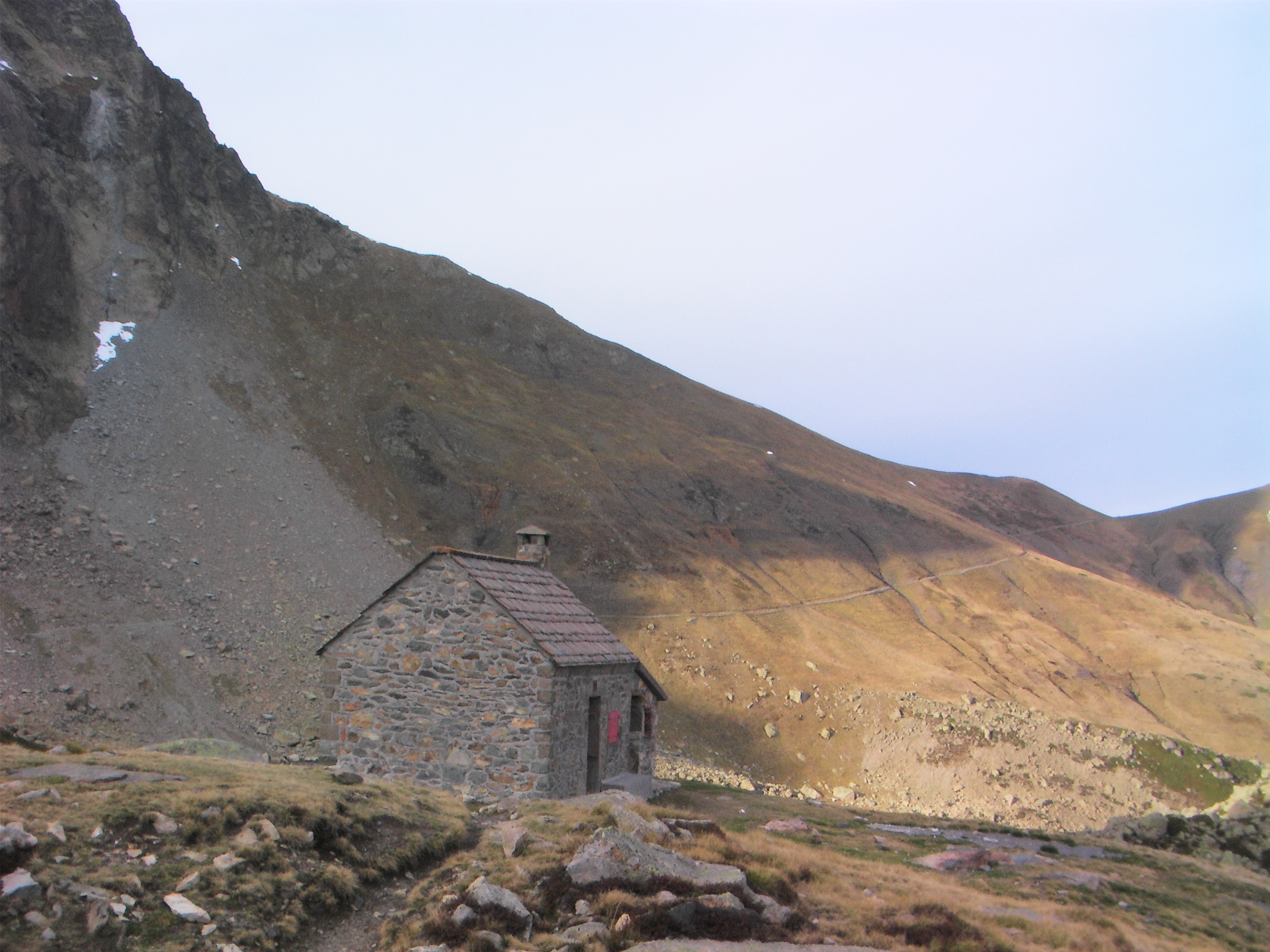
Ancien refuge de Pombie.

- 1920 : construction d'un refuge en maçonnerie mais il devient rapidement trop exigu.
- 1967 : construction à proximité immédiate d'un refuge en service. Il est inauguré le 8 octobre 1967.
- 1987-1989 : travaux importants pour améliorer le confort et le traitement des effluents.
- 1999 : derniers gros travaux de mise en conformité.

## Caractéristiques et informations

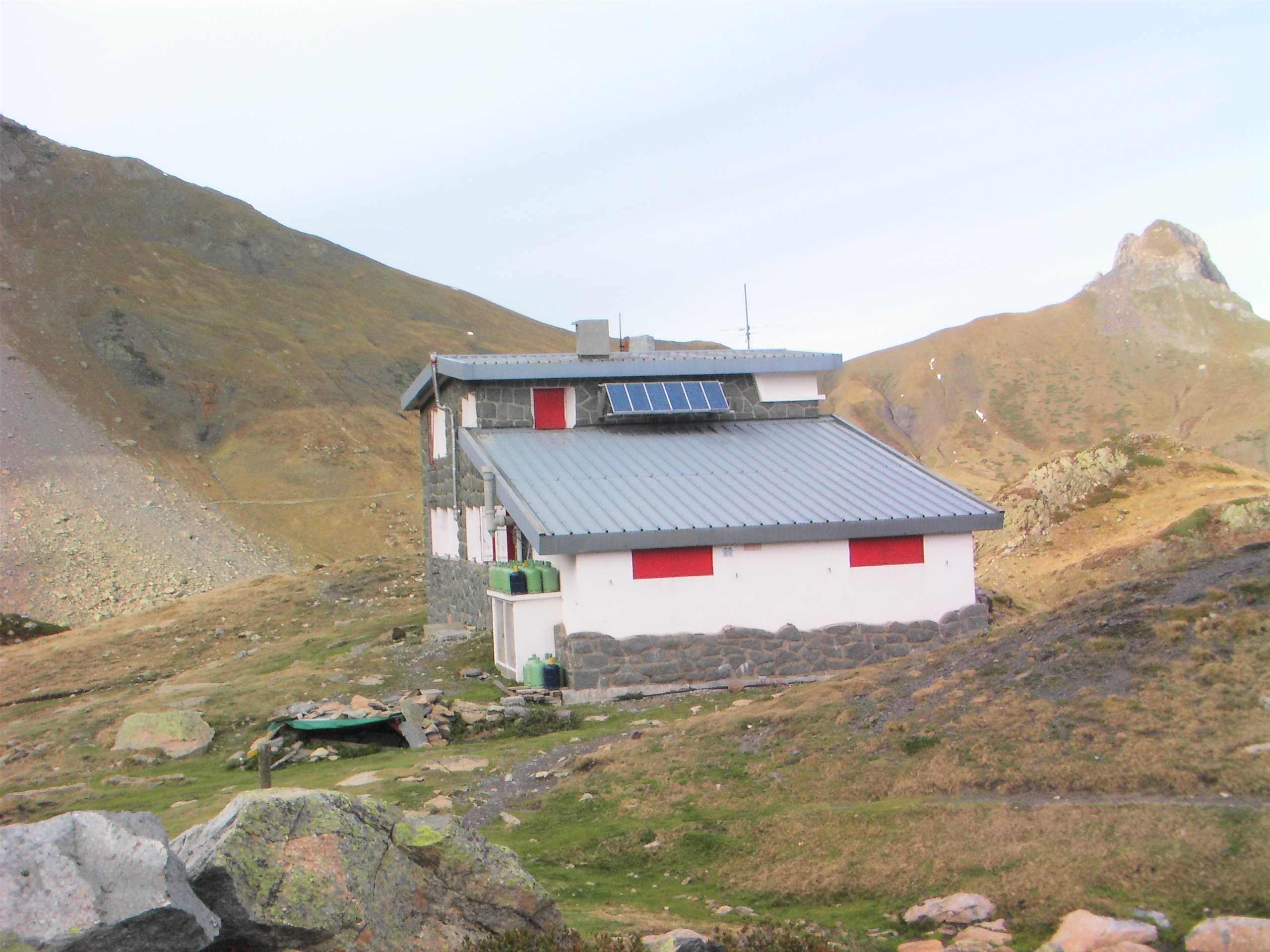
Refuge de Pombie, vue générale.

Le refuge est gardé de début juin à début octobre et les week-ends à partir d'avril jusqu'à mi-novembre. Le refuge de Pombie est placé sous la responsabilité du CAF de Pau.

## Accès
Depuis la vallée d'Ossau proche du col du Pourtalet, au niveau de la cabane de l'Araille, prendre la direction de la cabane de Dénescau (1 812 m), passer par le col de Soum de Pombie (2 129 m) et continuer jusqu'au refuge.
L'accès se fait depuis le col de Peyreget en 1 heure ou du Caillou de Socques en 1 h 30.
L'accès depuis le lac de Bious-Artigues se fait en 2 h 30.